# De Kleine Wijzer
De Kleine Wijzer was een afgeleide van het spelprogramma Per Seconde Wijzer speciaal voor de jeugd. Het werd tussen 1991 en 1992 door de VARA uitgezonden. Net als Per Seconde Wijzer was de presentatie in handen van Kees Driehuis.
De vragen die hij stelde gingen over muziek, geschiedenis, geografie en sport. Bij de negen vragen hoorden negen antwoorden, die voor kijker en kandidaat zichtbaar waren, maar door elkaar stonden. De speler moest zo snel mogelijk de juiste combinatie raden. Er konden jokers worden ingezet, maar die zorgden wel voor tijdverlies. Net als Per Seconde Wijzer was De Kleine Wijzer een race tegen de klok.
De verliezer kreeg een abonnement op een jeugdkrant, de winnaar mocht het opgespaarde geldbedrag mee naar huis nemen.
In 1991 telde het eerste seizoen 8 afleveringen die werden uitgezonden op Nederland 1, de eerste uitzending was op 30 maart 1991. Het tweede seizoen bestond uit 12 afleveringen en werd uitgezonden op Nederland 2. De laatste uitzending van het tweede seizoen van het programma was op 29 februari 1992.